# 성문고등학교
성문고등학교(聖文高等學校)는 대한민국 경기도 안양시 만안구 안양동에 있는 사립 고등학교이다.

## 학교 연혁
- 1970년 7월 29일 : 진선학원 설립인가(설립자 정존모 이사장 취임)
- 1983년 11월 21일 : 성문여자고등학교 설립인가 (9학급)
- 1984년 5월 9일 : 초대 박현탁 교장 취임
- 1987년 2월 10일 : 제1회 졸업(182명)
- 2000년 9월 21일 : 학칙 변경으로 성문고등학교(남녀공학) 인가
- 2003년 3월 1일 : 학칙 변경으로 37학급 인가
- 2017년 9월 1일 : 제5대 정길진 이사장 취임
- 2020년 9월 1일 : 제12대 박정기 교장 취임
- 2024년 1월 12일 : 제37회 졸업(졸업생 245명, 누계 15,392명)

## 참고 자료
- 성문고등학교 - 한국교육학술정보원 학교알리미